# Mario Garrido Montt
Mario Enrique Astroberto Garrido Montt (29 de marzo de 1927-Santiago, 20 de febrero de 2011) fue un abogado, académico de Derecho Penal y juez chileno. Fue presidente de la Corte Suprema de Chile por el período 2002-2003.

## Biografía

### Estudios y carrera académica
Estudió en la Facultad de Derecho de la Universidad de Chile, titulándose como abogado en 1953.
Se desempeñó como profesor de Derecho Penal en la Universidad de Chile (donde también fue director del Departamento de Ciencias Penales), y entre 1968 y 1979 fue profesor de Derecho y secretario General de la Universidad del Norte (hoy Universidad Católica del Norte). Se desempeñó como rector de la Universidad Central de Chile y la Universidad Diego Portales. En 2007 recibió la medalla "Juvenal Hernández" por su trayectoria en la Universidad de Chile.
Fue director del Instituto de Ciencias Penales de Chile y director del capítulo local de la Asociación Internacional de Derecho Penal.

### Carrera judicial
Ingresó al Poder Judicial como secretario del Juzgado del Crimen, Civil y de Minas[cita requerida] de Taltal el 8 de febrero de 1955. El 20 de abril de ese mismo año asumió como juez de mayor cuantía en Andacollo. Fue juez en Calbuco (1956), Itata (1957), Puente Alto (1959), Rancagua (1960), donde se desempeñó como titular del Segundo Juzgado, y Santiago (1962), donde asumió como juez del Tercer Juzgado Civil del Crimen[cita requerida]. Fue relator de la Corte de Apelaciones de Santiago en 1962, y ministro integrante de las Cortes de Apelaciones de Iquique (1964), Antofagasta (1966), Pedro Aguirre Cerda (27 de marzo de 1979), y Santiago (octubre de 1979).
El 12 de agosto de 1992 fue nombrado ministro de la Corte Suprema de Chile por el presidente Patricio Aylwin. En 2001, a los 74 años, fue elegido presidente de la Corte Suprema con 13 votos a favor, cargo que comenzó a ejercer el 7 de enero de 2002, desempeñándose en él por el período 2002-2003. Ese mismo año fue premiado como mejor juez del 2001 por la American Association of Jurists. En enero de 2004 entregó la presidencia del máximo tribunal a Marcos Libedinsky.

### Vida privada
Después de enviudar de su primera mujer, contrajo matrimonio en segundas nupcias con Mónica Maldonado, fiscal de la Corte Suprema, el 20 de diciembre de 2003.
Sus últimos años padeció una enfermedad que lo fue alejando paulatinamente de la actividad académica. Falleció el 20 de febrero de 2011, por lo que el gobierno decretó duelo nacional los días 22 y 23 de febrero, y el Poder Judicial estableció duelo por tres días, en los que se cerró el acceso principal del Palacio de Tribunales de Santiago.

## Obras
- Derecho Penal, Tomo I (2º edición). Santiago de Chile: Editorial Jurídica de Chile. 2007. p. 434. ISBN 978-956-10-1595-1.
- Derecho Penal, Tomo II (4º edición). Santiago de Chile: Editorial Jurídica de Chile. 2007. p. 478. ISBN 978-956-10-1613-2.
- Derecho Penal, Tomo III (3º edición). Santiago de Chile: Editorial Jurídica de Chile. 2005. p. 464. ISBN 956-10-1599-4.
- Derecho Penal, Tomo IV (3º edición). Santiago de Chile: Editorial Jurídica de Chile. 2005. p. 434. ISBN 978-956-10-1595-1.
- El homicidio y sus figuras penales (2º edición). Santiago de Chile: Editorial Cono Sur. 1994.
- Nociones fundamentales de la teoría del delito. Santiago de Chile: Editorial Jurídica de Chile. 1992.
- Etapas de ejecución del delito: autoría y participación. Santiago de Chile: Editorial Jurídica de Chile. 1984.
- Los delitos contra el honor. Santiago de Chile: Carlos E. Gibbs A. 1963.